# Salinelles
Salinelles là một xã trong vùng Occitanie. Xã Salinelles nằm ở khu vực có độ cao trung bình 40 mét trên mực nước biển.